# María Silva Cruz
María la Libertaire
Pour les articles homonymes, voir Silva et Cruz.
María Silva Cruz, surnommée María La Libertaire, née le 20 avril 1915 à Benalup-Casas Viejas et fusillée le 24 août 1936 à Cadix, est une militante anarchiste et syndicaliste libertaire espagnole.

## Biographie
Maria Silva Cruz nait le 20 avril 1915 à Benalup-Casas Viejas dans une famille de journaliers et de charbonniers du village de Casas Viejas en Andalousie.
Son père Juan Silva González est membre de la Confédération nationale du travail. Sa grand-mère lui lit des romans anarchistes à haute voix.
1er janvier 1933, pendant la Seconde République espagnole, elle participe à l'insurrection organisée par la Confédération nationale du travail (anarcho-syndicaliste) dans sa ville natale de Casas Viejas, aujourd'hui appelée Benalup-Casas Viejas, en Andalousie.
Le 11 janvier, la garde d’assaut républicaine est envoyée pour mettre fin aux troubles, c'est le massacre de Casas Viejas.
La cabane de son grand-père, Francisco Cruz Gutiérrez, alias Seisdedos est mise à feu par les gardes d’assaut. Maria parvient à s’échapper avec un jeune garçon par une petite fenêtre. Six personnes périssent brulées et deux autres sont fauchés par les balles en s’enfuyant par la porte.
Elle est finalement arrêtée le 14 janvier 1933. Emprisonnée pendant deux semaines à Medina Sidonia, puis transférée à Cadix, elle est libérée au bout d'un mois supplémentaire.
Elle s'installe à Cadix où elle rencontre le militant anarchiste Miguel Perez Cordon avec qui elle vit en union libre à Madrid. Elle a un fils au début de mai 1935.
Elle revient vivre en Andalousie, à Ronda.
Lorsqu'éclate le coup d'État nationaliste des 17 et 18 juillet 1936, Miguel se réfugie dans les montagnes. Maria reste seule à la maison avec son fils.
La Guardia Civil l'arrête. Elle est fusillée, sans procès, le 24 août 1936.